# Els àngels de Charlie (pel·lícula)
Els àngels de Charlie  (títol original en anglès: Charlie's Angels) és una pel·lícula d'acció i comèdia del 2000 dirigida per Joseph McGinty Nichol. Està basada en la sèrie de televisió dels anys 70 Els àngels de Charlie.
Els seus protagonistes foren: Cameron Diaz, Drew Barrymore i Lucy Liu, interpretant als tres "àngels"; Bill Murray interpretà a Bosley, Sam Rockwell interpretà a Eric Knox, i John Forsythe, actor de la sèrie original, interpretà a Charlie. Els Àngels de Charlie fou seguit per Els Àngels de Charlie: Al límit, amb Bernie Mac com Bosley i Demi Moore com Madison Lee. Ha estat doblada al català.

## Argument
Natalie Cook (Cameron Diaz), Dylan Sanders (Drew Barrymore) i Alex Munday (Lucy Liu) són tres investigadores privades d'elit. Les tres noies tracten de localitzar a Eric Knox, un geni de la informàtica que ha estat segrestat per inventar un sistema d'identificació per mitjà de veu molt més exacte que els sistemes actuals.
Elles hauran d'evitar el pla malvat, que podria destruir la intimitat del món sencer, utilitzant els seus encants femenins i les seves habilitats pel combat.

## Repartiment
| Personatge       | Intèrpret      | Veu en català    |
| ---------------- | -------------- | ---------------- |
| Natalie Cook     | Cameron Diaz   | Núria Mediavilla |
| Dylan Saunders   | Drew Barrymore | Isabel Valls     |
| Alex Munday      | Lucy Liu       | Ana Pallejá      |
| John Bosley      | Bill Murray    | Jordi Brau       |
| Eric Knox        | Sam Rockwell   | Carles Di Blasi  |
| Roger Corwin     | Tim Curry      | Jaume Comas      |
| Vivian Wood      | Kelly Lynch    | Teresa Manresa   |
| Jason Gibbons    | Matt LeBlanc   | Daniel García    |
| Chad             | Tom Green      | Albert Mieza     |
| Charlie Townsend | John Forsythe  | Pep Torrents     |
| Pasqual          | Sean Whalen    | Miquel Bonet     |
| Pete Komisky     | Luke Wilson    | Raúl Llorens     |
| Sr. Jones        | LL Cool J      | Eduard Doncos    |